# Häxprocessen i Trékyllisvík
Häxprocessen i Trékyllisvík ägde rum i Trékyllisvík på halvön Kistuvogur/Kista i Västfjordarna på Island 1654. Den resulterade i avrättningen av tre män, som brändes på bål dömda för att ha förorsakat sjukdom och besatthet genom en demon. Det var den största häxprocessen på Island och den utlöste en häxjakt som sedan pågick i trettio år.  
Den isländska häxjakten började med avrättningen av Jón Rögnvaldsson år 1625 och fick sin rättsliga grund införd genom den danska trolldomsparagrafen, som infördes på Island 1630.  Därefter finns dock ingen avrättning för häxeri på nästan trettio år. 
År 1651-1652 drabbades Trekyllisvik av sjukdom. Sjukdomen drabbade särskilt kvinnor. Flera kvinnor, särskilt unga flickor, drabbades av magproblem under predikan i kyrkan. Vid ett tillfälle fick tolv kvinnor bäras ut ur kyrkan, med fradga kring munnen. Ämbetsmannen Torleifur Kortsson gick vid denna tid med på att Gudrun Hrobjartsdottir, på begäran av sin mor och bror, skulle få lämna sin anställning som piga hos bonden Tordur Gudbrandsson. När hennes bröder kom för att hämta hem henne, insjuknade hon plötsligt; när de hade gett sig av, blev hon åter frisk. När hon slutligen lämnade gården var hon sjuk, men tillfrisknade när hon kommit hem till sin mor. 
Tordur Gudbrandsson greps och åtalades för att ha gjort henne sjuk med hjälp av trolldom. Han bekände att Satan hade uppenbarat sig framför honom i skepnad av en räv och att han hade använt sig av denna för att få hjälp. Fallet orsakade en häxpanik i området, och Egill Bjarnason utpekades som beryktad trollkarl. Han greps och bekände att han hade undertecknat ett kontrakt med Djävulen, utövat trolldom och bland annat dödat får vid gårdarna Hlidarhus och Kjorvogur. Både Tordur Gudbrandsson och Egill Bjarnason avrättades både genom bränning på bål. 
Strax före sin avrättning förklarade Tordur att Grimur Jonsson var den största trollkarlen i Trekyllisvik. Grimur Jonsson förklarade att han hade använt runor han fått av Tordur för att skydda sina får från att attackeras av rävar, och lovade att bättra sig om han släpptes. När han inte släpptes, bekände han att han var trollkarl, dömdes och brändes. Tordur Gudbrandsson var far till Galdra-Manga, som förföljdes av myndigheterna på grund av sin far. 
Efter denna häxprocess pågick häxjakten med jämna mellanrum fram till den sista avrättningen 1683. 